# Іванка Бадальська
Іванка Бадальська (болг. Иванка Бадалска), після одруження Муєрова (болг. Муерова; нар. 27 грудня 1963, Стряма) — болгарська спортсменка, веслувальниця на байдарці, призерка чемпіонату світу.
Закінчила Національну спортивну академію «Васил Левський».

## Спортивна кар'єра
Займатися веслуванням на байдарці Іванка Бадальська розпочала в спортивному клубі «Тракія» (Пловдив).
1982 року дебютувала на чемпіонаті світу і зайняла восьме місце в змаганнях байдарок-четвірок.
На чемпіонаті світу 1983 зайняла шосте місце в змаганнях байдарок-четвірок.
Після одруження виступала під прізвищем Муєрова.
На чемпіонаті світу 1987 Іванка Муєрова зайняла п'яте місце в змаганнях байдарок-четвірок, а в змаганнях байдарок-двійок разом з Огняною Петровою завоювала бронзову медаль.